# Westerschelde
Koordinaten: 51° 24′ 0″ N, 3° 43′ 0″ O

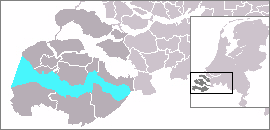
Lage der Westerschelde in der Provinz Zeeland

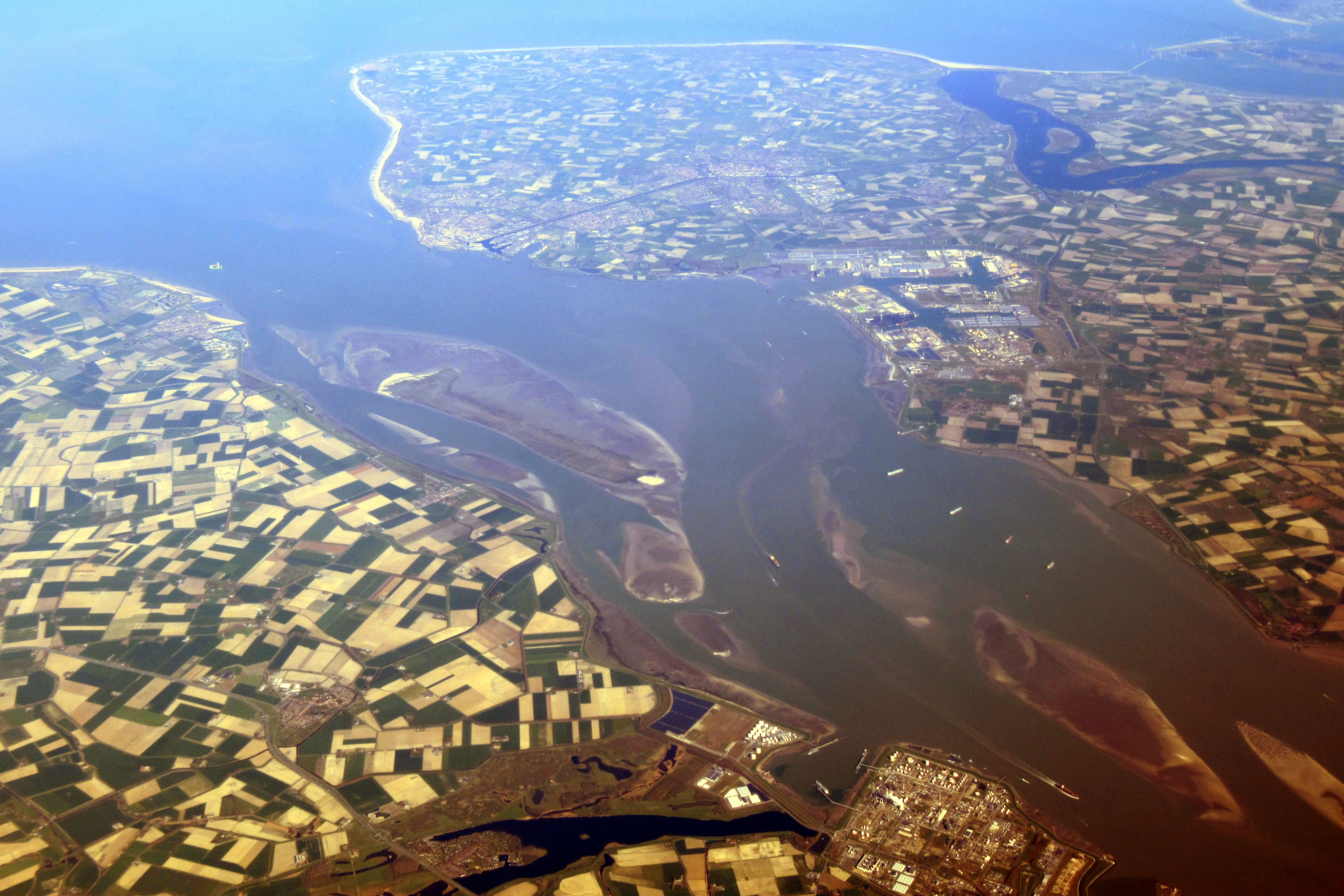
Die Westerschelde: Oben Vlissingen mit Hafen, unten Dow Chemical Chemiewerk am Hafen Terneuzen

Die Westerschelde (veraltet De Honte; Seeländisch D'Onte) ist der südlichste niederländische Meeresarm und zugleich Mündungstrichter der Schelde. Sie stellt die Seeschiffverbindung zu den Häfen von Vlissingen, Terneuzen, Gent und Antwerpen dar.
Der Kanal durch Zuid-Beveland ist eine von zwei künstlichen Wasserstraßen zur Oosterschelde.
Seit dem 14. März 2003 ist die Westerschelde durch den Westerscheldetunnel, mit 6,6 Kilometern der längste Straßentunnel der Niederlande, untertunnelt.

## Schifffahrtswege

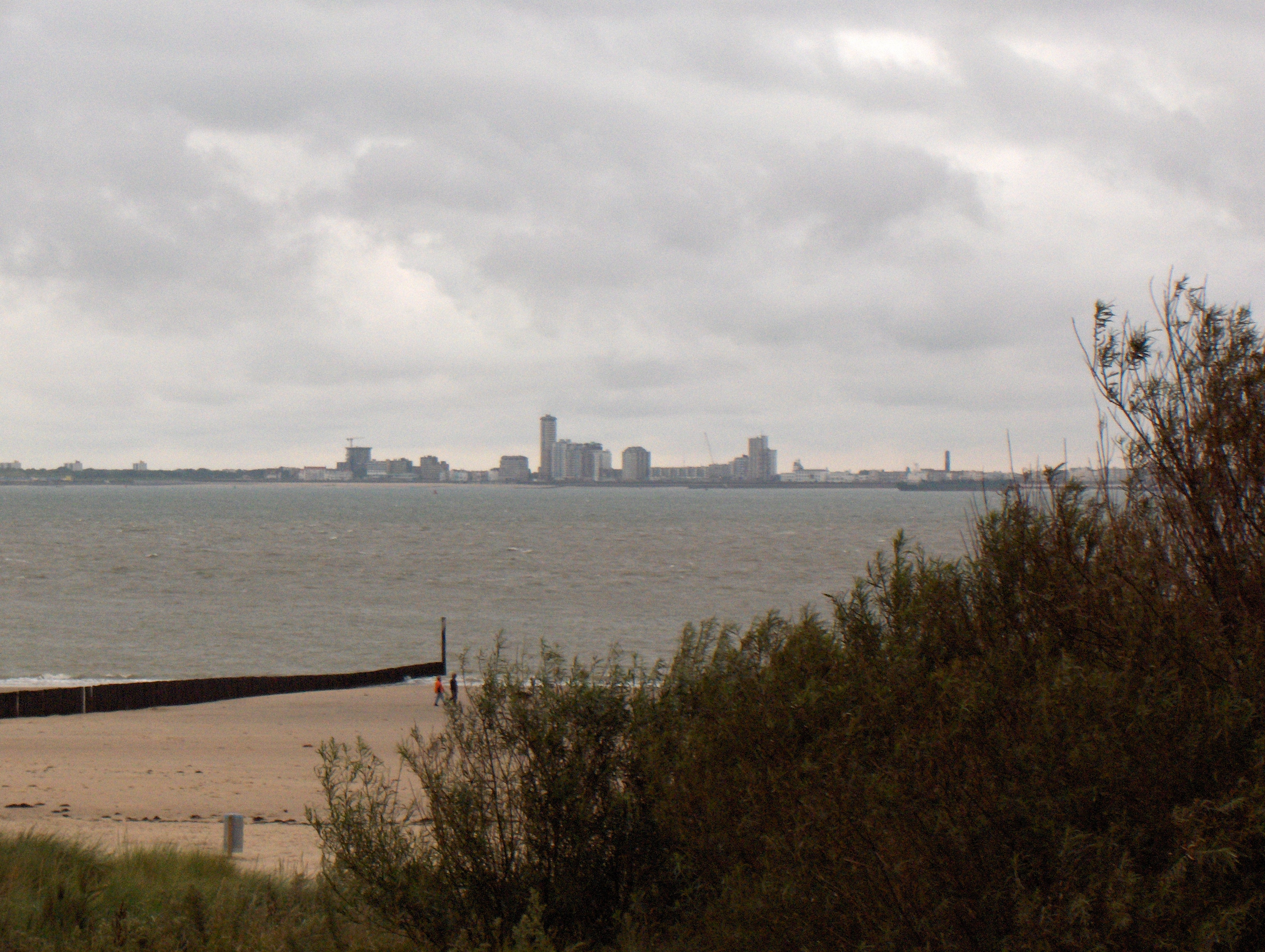
Blick von Breskens über die Westerschelde nach Vlissingen

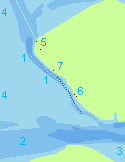
1. Oostgat
2. Wielingen
3. Westerschelde
4. Noordsee
5. Westkapelle mit 2 Leuchttürmen und Richtfeuer
6. Leuchttürme von Kaapduinen mit Richtfeuer
7. Richtfeuer der Leuchtbake Zoutelande in rot

Die Wasserströmungen haben im Mündungsdelta der Westerschelde westlich von Vlissingen u. a. zwei Priele geschaffen, die wegen ihrer Tiefe als Fahrwasser der Seeschifffahrt dienen.
Die Wielingen verläuft in westlicher Richtung vor der Küste von Zeeuws Vlaanderen und Westflandern. Auf ihr findet insbesondere die Fahrt von großen und sehr großen Containerschiffen nach Antwerpen im Verkehr mit dem Fernen Osten statt.
Das Oostgat zieht sich sehr nahe an der südwestlichen Küste der Halbinsel Walcheren entlang und wird hauptsächlich von kleinen bis mittleren Schiffen im Verkehr zu niederländischen und deutschen Häfen an der Nordsee sowie für den Verkehr zu Offshorebauwerken benutzt.